# Promachus bastardii
Promachus bastardii là một loài ruồi trong họ Asilidae. Promachus bastardii được Macquart miêu tả năm 1838.